# Nigella degenii
Nigella degenii là một loài thực vật có hoa trong họ Mao lương. Loài này được Vierh. mô tả khoa học đầu tiên năm 1926 publ. 1927.